# Metrorail Eastern Cape
Le Réseau des trains de l'agglomération du Cap occidental, dit Metrorail Eastern Cape, est un réseau de transport en commun ferroviaire desservant Port Elizabeth/Gqeberha ainsi que East London.